# Lee Young-eun
Lee Young-eun (이영은?, 李令恩?, I Yeong-eunLR, I YŏngŭnMR; Daegu, 9 agosto 1982) è un'attrice sudcoreana.
Ha esordito nel 2003 nella serie romantica Yojo sungnyeo e ottenuto il suo primo ruolo da protagonista otto anni dopo nel melodramma Dangsin-i jamdeun sa-i, per cui si è aggiudicata un Korean Culture and Entertainment Award come attrice eccellente.

## Filmografia

### Cinema
- Geunyeoreul midji maseyo (그녀를 믿지 마세요?), regia di Bae Hyeong-jun (2004)
- Bareuge salja (바르게 살자?), regia di Ra Hee-chan (2007)
- Yeoreum, soksag-im (여름, 속삭임?), regia di Kim Eun-joo (2008)
- Guseju 2 (구세주 2?), regia di Hwang Seung-jae (2009)
- Illyumyeolmangbogoseo (인류멸망보고서?), regia di Kim Ji-woon (2012)
- Helmoni (헬머니?), regia di Shin Han-sol (2015)

### Televisione
- Yojo sungnyeo (요조숙녀?) – serie TV (2003)
- Full House (풀하우스?) – serie TV (2004)
- Hong Kong Express (홍콩 익스프레스?) – serie TV (2005)
- Goekjeonghajima (걱정하지마?) – serial TV (2005-2006)
- Sim Cheong-ui gwihwan (심청의 귀환?) – miniserie TV (2006)
- Jjeon-ui jeonjaeng (쩐의 전쟁?) – serie TV (2007)
- Mi-una go-una (미우나 고우나?) – serial TV (2007-2008)
- On Air (온에어?) – serie TV (2008) – cameo
- Star-ui yeon-in (스타의 연인?) – serie TV (2008-2009) – cameo
- Joseon churihwalgeuk Jeong Yak-yong (조선추리활극 정약용?) – serie TV (2009-2010)
- Sanbu-in-gwa (산부인과?) – serie TV (2010)
- Once Upon a Time in Saengchori (원스 어폰 어 타임 인 생초리?) – serie TV (2010-2011)
- Dangsin-i jamdeun sa-i (당신이 잠든 사이?) – serial TV (2011)
- Neol gi-eokhae (널 기억해?) – miniserie TV (2012)
- Abeojiga mi-anhada (아버지가 미안하다?) – miniserie TV (2012)
- Gyeolhon-ui kkomsu (결혼의 꼼수?) – serie TV (2012)
- Areumda-un geudae-ege (아름다운 그대에게?) – serie TV (2012)
- Deo isaeng-eun mot cham-a (더 이상은 못 참아?) – serial TV (2013-2014)
- Gapdong-i (갑동이?) – serie TV (2014)
- My Secret Hotel (마이 시크릿 호텔?) – serie TV (2014)
- Punch (펀치?) – serie TV (2014-2015)
- Binnara Eun-su (빛나라 은수?) – serial TV (2016-2017)
- Seoreun-ijiman yeor-ilgob-imnida (서른이지만 열일곱입니다?) – serie TV (2018)
- Yeoreum-a butakhae (여름아 부탁해?) – serial TV (2019)
- Bimir-ui jip (비밀의 집?) – serie TV (2022)
- Manyeo-wa sunjeongnam (미녀와 순정남?) – serie TV (2024)